# Ceriagrion fallax
Ceriagrion fallax är en trollsländeart. Ceriagrion fallax ingår i släktet Ceriagrion och familjen dammflicksländor. IUCN kategoriserar arten globalt som livskraftig.

## Underarter
Arten delas in i följande underarter:
- C. f. cerinomelas
- C. f. fallax
- C. f. pendleburyi